# Bayerisch Gmain
Bayerisch Gmain är en kommun och ort i Landkreis Berchtesgadener Land i Regierungsbezirk Oberbayern i förbundslandet Bayern i Tyskland.